# Хелеј
Хелеј је у грчкој митологији био син Персеја и Андромеде. 

## Етимологија
Његово име значи „брадавичав“.

## Митологија
Хелеј је подржао Амфитриона у борби против Тафијана, који су населили острва Акарнаније. Он је основао град Хелос близу Спарте. Према неким изворима, он је био иста личност као и Елеј. Према једној тврдњи, био је Персејев син и Пелопов наследник, а према другој, унук краља Ендимиона. Често је мешан са богом Сунца, Хелијем.